# FAKHRAVAC
FAKHRAVAC — кандидат на вакцину проти COVID-19, розроблений Інститутом оборонних інновацій та досліджень Ірану, який є дочірньою організацією міністерства оборони Ірану. Це третя іранська вакцина проти COVID-19, яка пройшла клінічні випробування. На осінь 2021 року вакцина пройшла III етап клінічних досліджень. «FAKHRAVAC» отримала дозвіл на екстрене застосування в Ірані 9 вересня 2021 року.
Вакцина названа на честь іранського вченого-атомника Мохсена Фахрізаде. За словами іранської влади, він працював над розробкою вакцини для боротьби з епідемією COVID-19 в Ірані. Фахрізаде був убитий у листопаді 2020 року внаслідок замаху, в організації якого Іран підозрює розвідку США та Ізраїль.

## Фармакологічні властивості
«FAKHRAVAC» є інактивованою вакциною, тобто він виробляється з коронавірусу, який був ослаблений або вбитий хімічними речовинами, та вводиться дворазово внутрішньом'язово з інтервалом у 3 тижні.

## Виробництво
Повідомляється, що на серпень 2021 року виробництво вакцини становитиме 1 мільйон доз на місяць, і планується збільшити її виробництво у кілька разів протягом кількох місяців.

## Клінічні дослідження
| Фаза | Реєстраційний номер                                                 | Початок        | Кількість учасників | Кількість учасників | Кількість учасників | Вік учасників | Посилання |
| Фаза | Реєстраційний номер                                                 | Початок        | Всього              | Вакцина             | Контрольна група    | Вік учасників | Посилання |
| ---- | ------------------------------------------------------------------- | -------------- | ------------------- | ------------------- | ------------------- | ------------- | --------- |
| I    | IRCT20210206050259N1 [Архівовано 9 жовтня 2021 у Wayback Machine.]  | 8 березня 2021 | 135                 | 96?                 | 39? (плацебо)       | 18-55 років   | [ 2 ]     |
| II   | IRCT20210206050259N2 [Архівовано 16 червня 2021 у Wayback Machine.] | 8 червня 2021  | 500                 | 250                 | 250 (плацебо)       | 18-70 років   | [ 3 ]     |
| III  | IRCT20210206050259N3 [Архівовано 7 вересня 2021 у Wayback Machine.] | 29 серпня 2021 | 41128               | 20564               | 20564 (BBIBP-CorV)  | >18 років     | [ 5 ]     |

## Схвалення
Вакцина «FAKHRAVAC» отримала схвалення для екстреного використання в Ірані 9 вересня 2021 року.